# Franz Traugott Friedrich Wilhelm von Breitenbauch
Franz Traugott Friedrich Wilhelm von Breitenbauch (* 6. Januar 1739; † 5. Mai 1796 in Minden) war ein preußischer Oberpräsident.

## Leben
Er stammte aus dem thüringischen Adelsgeschlecht Breitenbauch und war der Sohn von Friedrich Zdislaus von Breitenbauch, dem Besitzer von Schloss Brandenstein. Nach der Schule studierte er Rechtswissenschaften an der Universität Halle-Wittenberg, anschließend ging er nach Stuttgart, wo er 1760 nachweisbar ist. Er trat in die preußische Armee ein, schlug nach dem Tod seines Bruders jedoch die Verwaltungslaufbahn ein. Er wurde 1768 Kriegs- und Domänenrat in Halberstadt und wechselte bereits im folgenden Jahr als zweiter Kammerdirektor nach Hamm. 1770 wurde er in Minden zum Präsidenten und 1794 zum Oberpräsidenten ernannt. Sein Amtsnachfolger in Minden wurde 1796 Heinrich Friedrich Karl vom und zum Stein.
Er ließ sich in den Kirchenbücher in Minden als Freiherr eintragen, obwohl eine Erhebung in den Freiherrenstand nicht nachweisbar ist.
Verheiratet war er in 1. Ehe mit Philippine Albertine Winter von Marbach und in zweiter Ehe mit einer Geborenen von Gustedt. Aus seiner ersten Ehe gingen die zwei Söhne Friedrich Ludwig Werner Clemens Carl Wilhelm von Breitenbauch und Friedrich Ludwig Paul Albert Melchior von Breitenbauch hervor.